# Hewittia (dieren)
Hewittia is een monotypisch geslacht van spinnen uit de  familie Thomisidae (krabspinnen).

## Soort
- Hewittia gracilis Lessert, 1928